# Neuropatija
Neuropatija je bolest perifernog nervnog sistema koja se prostire od korenova kičmene moždine do slobodnih nervnih završetaka perifernih nerava. Prvi, i najčešći simptomi oštećenja nerava kod neuropatije su: smanjen osećaj, praćen trnjenjem, maravinjanjem i žarenjem u nožnim prstima ili stopalima, slabost u mišićima, promene u organima za varenje (npr nadutost, mučnina, proliv), problemi sa pražnjenjem bešike, i potencijom, koji ako se na vreme ne otkriju i terapijski, makar zaleče, progrediraju u teško kliničko stanje. Bolesnik, zbog toga ima sve izraženije tegobe, postaje nespretan u hodu, jer stopala pri pokretima zapinju o podlogu, i sve manje u mogućnosti da obavlja precizne pokrete prstima.
U opštoj populaciji učestalost bolesti se kreće između 11 i 20%. Neuropatije se mogu javiti u bilo kom životnom dobu, značajno češće posle 60 godine života.
Neuropatija može nastati akutno (poliradikuloneuritis, porfirijska polineuropatija, infektivni polineuritis, polineuropatija nakon primljene vakcine ili seruma, toksična polineuropatija), subakutno (alkoholna polineuropatija, uremična, toksična) i hronična (šećerna bolest, hereditarna).

## Etiologija

### Nasleđene neuropatije
Nasledne neuropatije mogu biti primarne kao direktna posljedica mutacije gena koji kodira jedan ili više konstituenata mijelina ili aksona ili sekundarne kod primarnih nasljednih metaboličkih bolesti.
A. Nasleđene genetski determinisane bolesti
| Oznaka | Etiološki faktori | Vrste neuropatija |
| ------ | ----------------- | --- |
| A-1    | Primarne          | Friedreich's ataksija, Charcot-Marie-Tooth-ova bolest, ili pritiskom izazvana paraliza. |
| A-2    | Sekundarne        | Familijarna amiloidna polineuropatija • Porfirijska polineuropatija • Polineuropatije kod naslednih bolesti metabolizma masti lipoproteina • Polineuropatije kod naslednih bolesti metabolizma ugljenih hidrata. |

### Stečene neuropatije
B. Stečene neuropatije
| Oznaka | Etiološki faktori                                                                          | Vrste neuropatija |
| ------ | ------------------------------------------------------------------------------------------ | --- |
| B-1    | Imunski posredovane autoimune neuropatije                                                  | Akutne autoimunske neuropatije • Hronične autoimunske demijelinizacione polineuropatije • Hronična inflamatorna demijalinizaciona polineuropatija (CIDP) • Akutna inflamatorna demijelinizaciona polineuropatija (AIDP; Polyradiculoneuritis acuta) • Akutna inflamatorna aksonalna polineuropatija (AMAN) • Akutna motorna i senzorna aksonalna neuropatija (AMSAN) • Miller Fisherov sindrom (MFS) |
| B-2    | Neuropatije udružene sa vaskulitisom, bolestima vezivnog tkiva i granulomatoznim bolestima | 1. Polineuropatija udružena sa polyarteritis nodosa (PN) 2. Polineuropatija udružena sa mikroskopsim poliangiitisom 3. Churg-Strauss-ov sindrom (CSS) 4. Polineuropatija kod Wegenerove granulomatoze 5. Polineuropatija kod temporalnog arteritisa 6. Reumatoidni artritis 7. Sistemski lupus eritematodes 8. Sjogrenov sindrom 9. Sistemska skleroza 10. Krioglobulinemija 11. Lekovima indukovani vaskulitis 12. Nesistemski vaskulitis 13. Sarkoidoza |
| B-3    | Endokrine i metaboličke neuropatije                                                        | 1. Dijabetesne neuropatije - 1a. Simetrične hronične DN (distalna simetrična predominantno senzorna i aksonalna polineuropatija, predominantno senzorna neuropatija tankih vlakana, predominantno senzorna neuropatija debelih vlakana, ataksična neuropatija, predominantno autonomna dijabetesna neuropatija, akutna dijabetesna neuropatija. - 1b. Asimetrične, akutne DN (kranijalne mononeuropatije, mononeuropatije ekstremiteta, trunkalna neuropatija – torakalne radikulopatije, lumbosakralna radikulopleksopatija – asimetrična proksimalna dijabetesna neuropatija; dijabetesna amiotrofija) - 1c. Kombinovani oblici DN 2. Hipotiroidna neuropatija 3. Hipertiroidna neuropatija 4. Akromegalija 6. Hepatična neuropatija |
| B-4    | Nuitritivne i alkoholna neuropatija                                                        | Beri-beri neuropatija • Alkoholna neuropatija • Neuropatija kritično obolelih • Strachan-ov sindrom • Polineuropatija kod deficijencije vitamina B6 i kod intoksikacije vitaminom B6 |
| B-5    | Toksične neuropatije                                                                       | Izazvane dejstvom hemijskih agenasa iz spoljne sredine: Industrijski otrovi: alil hlorid, ugljen-disulfid, dimetilaminopropionitril, etilenoksid, heksakarbon, n-heksan, metil etil keton, metil bromid, organofosfati, trihloretilen. Metali: olovo, arsen, talijum, živa, zlato, platina. Lekovi: vinkristin, metronidazol, fenitoin, nitrofurantoin, izoniazid, etilni alkohol, statini, dugotrajni (više od 21 dana) tretmana Linezolidom (Zyvox). |
| B-6    | Infektivne neuropatije                                                                     | Udružene sa HIV infekcijom • Lepromatozna neuropatija • Lepromatozna neuropatija • Herpes zoster neuropatija • Difterijska neuropatija • Bruceloza |
| B-7    | Traumatske neuropatije                                                                     | B-7.1 Kompresivne neuropatije GEKompresija n. axillarisa • Kompresija n. radialisa (tzv paraliza subotnje noći) • Kompresija n. medianusa (tzv paralize ljubavnika) • Kompresija n. ulnarisa B-7.1 Kompresivne neuropatije DEKompresija n. peroneus communis • Meralgia paresthetica • Kompresija n. tibialisa (tzv sindrom tarzalnog tunela) |

## Klinička slika
Neuropatska bol može biti
- Spontan (kontinuiran) , i opisuje se kao pečenje, bockanje, kidanje, cepanje, mravinjanje
- Intermitentan (paroksizmalan) , u „vidu udar struje“
- Izazvan (evociran) , npr. alodinija (doživljaj bolа na stimulus, koji normalno ne izaziva bol)
- Hiperalgezija, koja se opisuje kao pojačan odgovor na stimulus, koji je inače normalno bolan.

Pored ovih pozitivnih simptoma i znakova, negativni simptomi i znaci neuropatije su: senzorni gubitak i motorni deficit u oštećenoj regiji.

## Klasifikacija neuropatija

### Opšta klinička klasifikacija
Klasifikacija neuropatija u odnosu na distribuciju zahvaćenih vlakana perifernih nerava
|              | Karakteristike |
| ------------ | --- |
| Žarišne      | Ovaj tip neuropatije su radikulopatije, pleksopatije i mononeuropatije. Kod njih su prisutni simptomi i znaci oštećenja funkcije jednog perifernog živca, koji nastaju pod dejstvom povrede ili u sklopu sistemskih oboljenja (šećerna bolest, hipotireoza, amiloidoza) sa sklonostima ka kompresivnim oštećenjem perifernih nerava u njihovim fiziološkim kanalima (npr kompresivna neuropatija n. medianusa kod sindroma karpalnog tunela) |
| Multižarišne | Ovaj oblik neuropatija karakteriše se asimetričnom slabošću, uključujući mononeuritis multiplex i multifokalne motorne neuropatije sa ili bez blokova provođnja. One se još karakterišu oštećenjem više od jednog nerva sa vremenskim razmakom između oštećenja svakog sledećeg nerva. Vaskulitis je najčeši uzrok multiplog mononeuritisa i vrlo često predstavlja komplikaciju infekcije HCV.                                              |
| Difuzne      | Difuzne neuropatije su simetrične. Tu spadaju polineuropatije, oliradikulopatije, poliradikuloneuropatije i ganglioneuritis. |
| Kranijalne   | Ona nastaju kao posledica oštećenja jednog ili više kranijalnih nerava (npr kod Belove paralize) usled periferne lezije ličnog živca (n.facialisa) kod neuroborelioze, Garcinovog sindroma (jednostrana lezija više kranijalnih nerava u nizu-infiltrativne meningealne lezije na bazi lobanje). |
| Periferne    | Ove neuropatije se javljaju kod bolesti perifernih nerava ekstremiteta i trupa |

Klasifikacija neuropatija u odnosu na dužinu zahvaćenih vlakana perifernih nerava
|                                              | Karakteristike |
| -------------------------------------------- | --- |
| Neuropatije kratkih vlakana                  | Kao posledica preuzimanja toksičnih, infektivnih ili imunoloških faktora na nivou terminalnih završetaka i njihovog retrogradnog aksonskog prenošenje do neuronskog tela, nastaje oštećenje kratkih vlakana. Mišićne slabosti zahvataju proksimalne mišićne grupe „psudomiopatskog tipa“, a oštećenje senzibiliteta ograničeno je na trup (slika oštećenja senzibiliteta slična je tipu tzv „starinskih kupaćih kostima“ (npr kod porfirijske neuropatije). |
| Neuropatije dugih vlakana                    | Ovaj oblik je primarna aksonska lezija ili distalna simetrična senzorimotorna polineuropatija (npr dijabetesna polineuropatija) |
| Neuropatije koje ne zavise od dužine vlakana | Na početku neuropatije zahvaćena su i kratka i duga vlakna, i istovremeno postoji i proksimalna i distalna slabosti. To su tzv. inflamatorne, imunski posredovane neuropatije. |

### Patološka i elektrofiziološka klasifikacija
|                | Karakteristike promena |
| -------------- | --- |
| Neuronopatije  | - Manifestuje se primarnim oštećenjem ćelijskog tela neurona: kao bolest primarnog senzornog neurona u dorzalnim ganglionima kičmene moždine, ili kao bolest donjeg motornog neurona u prednjim rogovima kičmene moždine. |
| Mijelinopatije | - Manifestuje se primarnim oštećenjem mijelina, demijelinizacija, praćena remijelinizacijom uz očuvanost strukture aksona. - Karakteriše se razvojem proksimalnih i distalnih paraliza, bez značajnih atrofija, uz teško oštećenje taktilne diskriminacije i dubokog položajnog i vibracionog senzibiliteta. - Prisutno je i relativno odsustvo trofičkih promena, sa usporenom brzinom provođenja impulsa na EMNG-u. |
| Aksonopatije   | - Manifestuje se primarnim oštećenjem aksona - Waller-ova degeneracija koja nastaje kod fizičkog oštećenja prekidom integriteta načelno zdravih aksona, pri čemu degeneracija aksona i mijelina nastaje distalno od mesta prekida (gubitak senzibiliteta i paraliza mišića inervisanih prekinutim nervom), regeneracija je spora, a oporavak najčešće nepotpun. - Ishemija perifernog živca kod sistemskih vaskulitisa, takođe može da izazove ovu degeneraciju - Aksonska degeneracija posljedica je metaboličkog oštećenja neurona u sklopu sistemskih bolesti metabolizma. - Zahvaćenost motornih nerava daje brz razvoj atrofije distalnih mišića, senzitivnu distalnu dizesteziju i bolove i trofičke poremećaje kože. - Očuvani denervacioni mišićni potencijali i brzina provođenja, glavni su parametri nalaza na EMNG-u. |

## Dijagnoza
Dijagnoza neuropatija postavlja se na osnovu: anamneze, fizičkog pregleda i laboratorijskih i slikovnih ispitivanja (elektromioneurografija, pregled likvora, biopsija mišića, nerva i kože i njihov histološki i histohemijski pregled, pregled imunoglobulina seruma imunoelektroforeza, radiografija pluća i ultrazvučni pregled trbuha i male karlice, ispitivanje prisustva toksičnih materija).

### Anamneza
U anamnestičkim podacima od značaja za dijagnozu je prisustvo druge bolesti: (šećerna bolest, trauma), kontakt sa toksinima, lekovima, epizode infektivnih bolesti, alkoholizam itd.

### Laboratorijska i slikovna ispitivanja
Elektromioneurografija (EMNG)
EMNG je ključna dijagnostička procedura kod bolesnika kod kojih se sumnja na neuropatiju. EMNG može ne samo da potvrdi neuropatiju, već i da:
- napravi razliku između aksonske i demijelinizacione neuropatije,
- bliže lokalizuje leziju neurona (proksimalno, distalno, motorna, senzitivna vlakna),
- registruje denervacione potencijale (fibrilacije, fascikulacije i pozitivni denervacione potencijale),
- dijagnostikuje stepen mišičnog oštećenja.

Pregled likvora
Albumocitološka disocijacija likvora, karakterističan je znak za GBS, ali se može utvrditi i uvek
kada su patološkim procesom zahvaćeni korenovi spinalnih nerava.
Pregled sedimenta likvora, od posebnog je značaja jer može da ukaže na prisustvo malignih ćelija kod limfoproliferativnih i mijeloproliferativnih bolesti, a nekada i kod karcinomatozne infiltracije meninga i kičmenih korenova.
Pregled imunoglobulina seruma imunoelektroforezom
Ova ispitivanja mogu da pomognu u otkrivanju disproteinemije i paraproteinemije, koje mogu biti praćene neuropatijom, kao što su npr. makroglobulinemije, multipli mijelom, krioglobulinemija, benigne monoklonske gamopatije.
Radiografija pluća i ultrazvučni pregled trbuha i male karlice
Vizuelizacija savremenim radiološkim metodama može ukazati da je neuropatija paraneoplastične prirode.
Biopsija mišića, nerva i kože i njihov histološki i histohemijski pregled
Histološkim pregledom nakon biopsije uzetog materijala može se utvrditi propadanje mijelina i/ili aksona, prisustvo inflamatornih promena, angiopatija, maligne infiltracije, nakupljanje amiloidnih depozita...
Ispitivanje prisustva toksičnih materija
Tokom ovih ispitivanja utvrđuje se prisustvo, u organizmu nivoa metala, lekova, hormona i elektrolita.

## Terapija
Pre početka lečenja važno je utvrditi uzrok neuropatije i u skladu sa tim primeniti odgovarajuće metode lečenja. Kako postoje brojne neuropatije kod kojih se ne može utvrditi uzrok njihovog nastanka (tzv. idiopatske neuropatije), one se na osnovu svojih kliničkih i elektrofizioloških karakteristika svrstavaju u one oblike sa kojim imaju najviše sličnosti i u tom pravcu se primjenjuje ista vrsta terapija.
Mogućnosti za lečenje genetski determinisanih neuropatija još uvek su ograničene uglavnom na primenu simptomatske terapije, davanje saveta od strane genetičara i sprovođenja različitih postupaka u cilju njihove prevencije.

## Spoljašnje veze
Sanja Stijović Mićković Periferna neuropatija: Od dijabetesa do hemoterapije – Šta sve može oštetiti vaše nerve i kako se nositi s tim
|  | Molimo Vas, obratite pažnju na važno upozorenje u vezi sa temama iz oblasti medicine (zdravlja). |